# Ito Kenji
Kenji Ito (sinh ngày 29 tháng 6 năm 1976) là một cầu thủ bóng đá người Nhật Bản.

## Sự nghiệp câu lạc bộ
Kenji Ito đã từng chơi cho Cosmo Oil Yokkaichi, Nagoya Grampus Eight và Jatco.